# マザーズ・アーミー
マザーズ・アーミー（Mother's Army）は、1993年に結成されたアメリカのハードロック・スーパーグループ。
オリジナル・メンバーは、ボーカリストのジョー・リン・ターナー、ギタリストのジェフ・ワトソン、ベーシストのボブ・デイズリー、ドラマーのカーマイン・アピス。最後のスタジオ・アルバムでは、エインズレー・ダンバーがドラムを担当した。
結成から5年の間に、マザーズ・アーミーは3枚のスタジオ・アルバムをリリースしている。バンドは、1998年に解散した。

## ディスコグラフィ

### スタジオ・アルバム
- 『マザーズ・アーミー』 - Mother's Army (1993年)
- 『プラネット・アース』 - Planet Earth (1997年)
- 『ファイアー・オン・ザ・ムーン』 - Fire on the Moon (1998年)